# Said Najafzade
Said Ali oglu Najafzade, né le 14 janvier 1999 à Sumqayıt (Azerbaïdjan), est un athlète paralympique azerbaïdjanais. Il a remporté la médaille de bronze aux Jeux paralympiques d'été de 2020 et est devenu champion paralympique aux Jeux paralympiques d'été de 2024 dans la catégorie T12 du saut en longueur masculin.

## Biographie

### Premières années
Said Najafzade est né le 14 janvier 1999 dans la ville de Sumqayıt. De 2005 à 2016, il a étudié à l'école secondaire de Sumqayıt no 18, nommée d'après F. Piriyev. Il a poursuivi ses études supérieures à l'académie nationale de l'éducation physique et du sport d'Azerbaïdjan de 2016 à 2020. Il pratique le sport depuis 2009. Son entraîneur personnel est Vladimir Zayets.

### Carrière
En mai 2016, Najafzade a remporté le championnat de la ville dans le saut en longueur. En juillet 2019, il a obtenu une médaille d'argent avec un résultat de 6,80 mètres lors d'une compétition internationale tenue en Tunisie.
En juin 2021, il a remporté le Championnat d'Europe qui s'est tenu en Pologne avec un résultat de 6,96 mètres. En août 2021, Najafzade a participé aux Jeux paralympiques d'été de 2020 qui se sont déroulés au Japon. Il a remporté une médaille de bronze dans l'épreuve du saut en longueur avec un résultat de 7,02 mètres.
Conformément au décret du Président de l'Azerbaïdjan Ilham Aliyev du 6 septembre 2021, Said Ali oglu Najafzadeh a été décoré de l'ordre de "Pour le service à la Patrie" de troisième classe pour ses réalisations aux XVIèmes Jeux Paralympiques d'été et ses services au sport azéri.
En 2024, lors du Championnat du monde qui s'est tenu au Japon, il a remporté la médaille d'or dans l'épreuve du saut en longueur en catégorie T12 avec un résultat de 7,30 mètres. En août-septembre 2024, il est devenu champion paralympique dans l'épreuve du saut en longueur de la catégorie T12 aux Jeux Paralympiques d'été, avec un résultat de 7,27 mètres.
Par décret du président Ilham Aliyev en date du 10 septembre 2024, Said Najafzade a été récompensé de 200 000 manats pour avoir remporté la première place aux XVIIe Jeux Paralympiques d'été, tandis que son entraîneur a reçu une récompense monétaire de 100 000 manats. De plus, par un autre décret du président en date du même jour, il a été décoré de l'Ordre de 1re classe Pour service à la patrie.